# Marion Walsmann
Marion Walsmann (nata Schau) (Erfurt, 17 marzo 1963) è una politica tedesca.
Appartenente all’Unione Cristiano-Democratica di Germania (CDU), è membro del Parlamento europeo dal 2019.

## Vita e formazione
Walsmann è cresciuta a Erfurt. Dal 1981 al 1985, ha studiato giurisprudenza all'Università di Lipsia.

## Carriera politica

### Carriera nella politica statale, 2004-2018
Dalle elezioni statali del 2004 al 2018, Walsmann è stata membro del Landtag della Turingia.
Nell'ambito di un rimpasto di gabinetto del 2008, Walsmann è stata nominata Ministro della Giustizia dello Stato sotto il Ministro-Presidente Dieter Althaus, in sostituzione di Harald Schliemann, che ha lasciato l'incarico per malattia.
Dopo le elezioni statali del 2009, Walsmann è diventata ministro delle finanze dello stato nel gabinetto della neoeletta ministro-presidente Christine Lieberknecht. Nel dicembre 2010, ha assunto la carica di Capo della Cancelleria di Stato e di Ministro degli Affari europei in un altro rimpasto di gabinetto. Nel settembre 2013 è stata destituita dal gabinetto.
Dal 2015 al 2018, Walsmann è stata delegata del Parlamento statale presso il Comitato europeo delle regioni.
Nell'elezione cittadina di Erfurt 2018, Walsmann ha perso contro il sindaco in carica Andreas Bausewein.

### Membro del Parlamento europeo, dal 2019 a oggi
Walsmann è l'unico membro del Parlamento europeo dalle elezioni europee del 2019 rappresentante della Turingia. Da allora è stata membro della commissione giuridica. Oltre ai suoi incarichi di commissione, fa parte della delegazione del Parlamento alla commissione parlamentare mista UE-Macedonia settentrionale.